# Diócesis de Quilmes
La diócesis de Quilmes (en latín: Dioecesis Quilmensis) es una circunscripción eclesiástica de la Iglesia católica en Argentina. Se trata de una diócesis latina, sufragánea de la arquidiócesis de Buenos Aires. Desde el 12 de octubre de 2011 su obispo es Carlos José Tissera.

## Territorio y organización

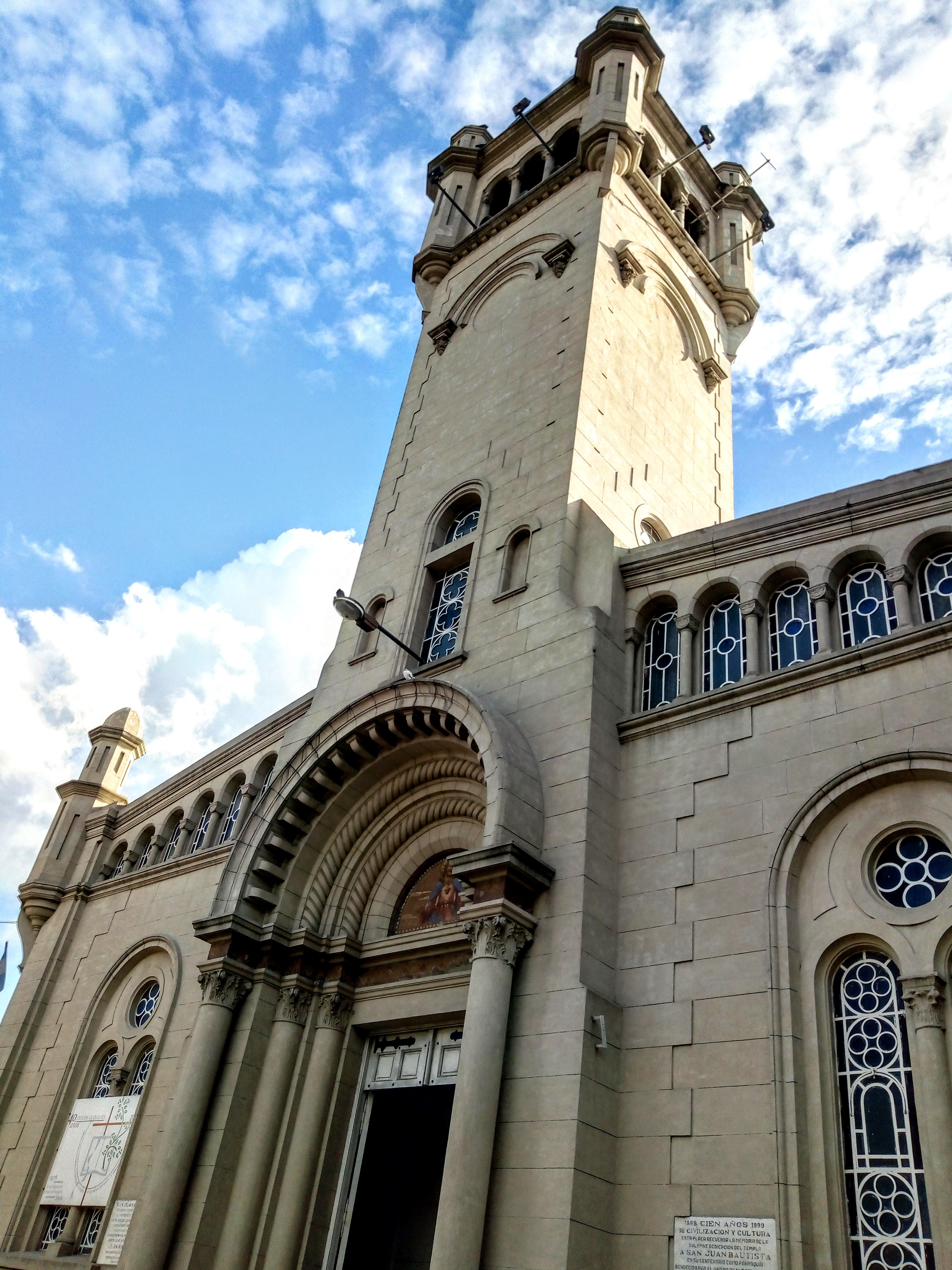
Parroquia San Juan Bautista, en Florencio Varela

La diócesis tiene 203 km² y extiende su jurisdicción sobre los fieles católicos de rito latino residentes en la provincia de Buenos Aires en los partidos de: Quilmes, Berazategui y Florencio Varela.

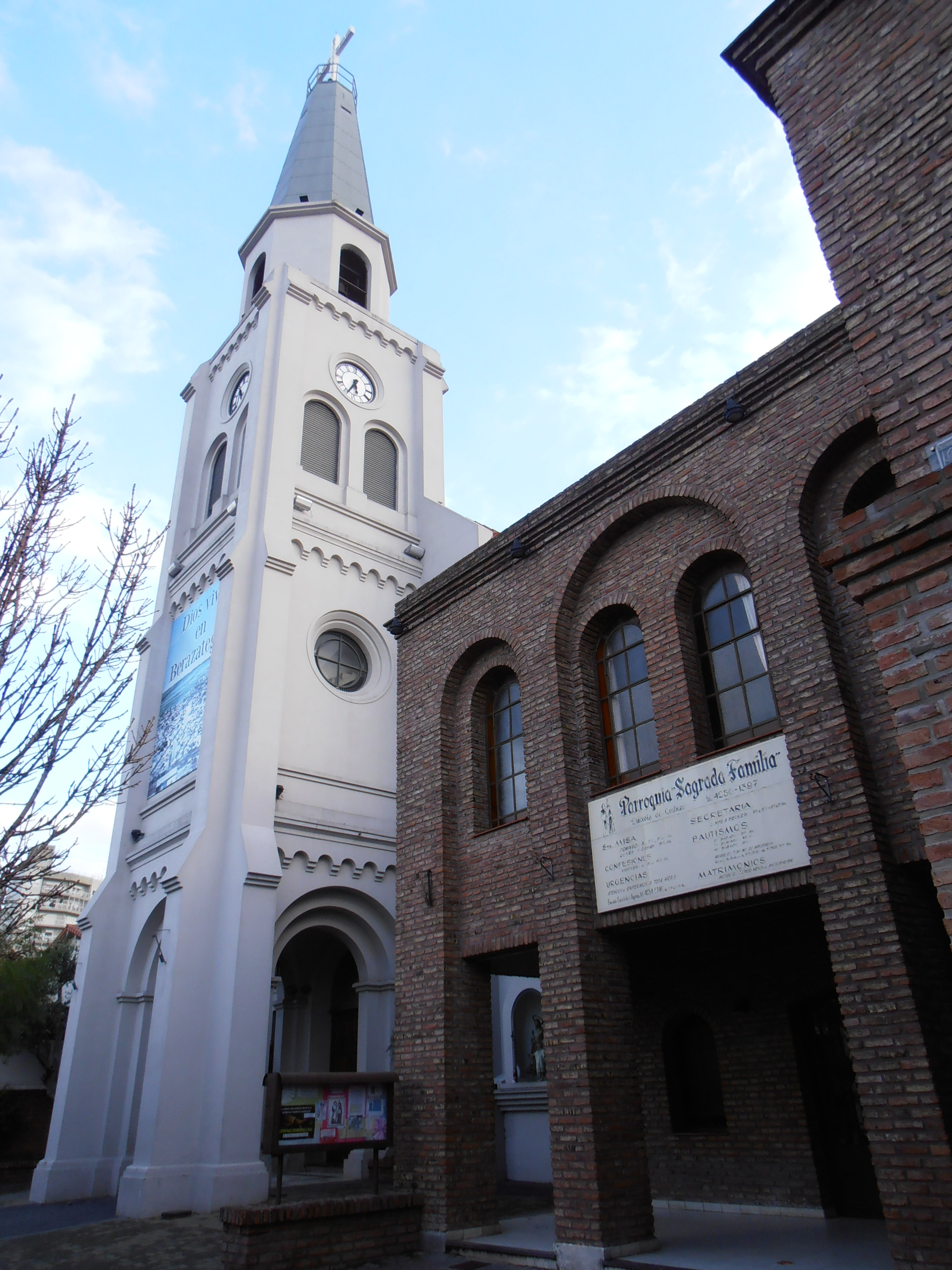
Parroquia Sagrada Familia, en Berazategui

La sede de la diócesis se encuentra en la ciudad de Quilmes, en donde se halla la Catedral de la Inmaculada Concepción.
En 2021 en la diócesis existían 54 parroquias

## Historia
La diócesis fue erigida el 19 de junio de 1976 con la bula Ut spirituali del papa Pablo VI, obteniendo el territorio de la arquidiócesis de La Plata y de la diócesis de Avellaneda (hoy diócesis de Avellaneda-Lanús).
Originalmente sufragánea de la arquidiócesis de La Plata, el 26 de septiembre de 2007 pasó a formar parte de la provincia eclesiástica de la arquidiócesis de Buenos Aires mediante el decreto Quo aptius.

## Estadísticas
Según el Anuario Pontificio 2021 la diócesis tenía a fines de 2020 un total de 1 171 600 fieles bautizados.
| Año                                                                             | Población            | Población | Población      | Sacerdotes | Sacerdotes    | Sacerdotes    | Bautizados por sacerdote | Diáconos permanentes | Religiosos | Religiosos | Parroquias |
| Año                                                                             | Bautizados católicos | Total     | % de católicos | Total      | Clero secular | Clero regular | Bautizados por sacerdote | Diáconos permanentes | Varones    | Mujeres    | Parroquias |
| ------------------------------------------------------------------------------- | -------------------- | --------- | -------------- | ---------- | ------------- | ------------- | ------------------------ | -------------------- | ---------- | ---------- | ---------- |
| 1980                                                                            | 753 000              | 838 000   | 89.9           | 54         | 25            | 29            | 13 944                   | 1                    | 30         | 211        | 43         |
| 1990                                                                            | 1 032 000            | 1 151 000 | 89.7           | 116        | 73            | 43            | 8896                     | 43                   | 52         | 275        | 59         |
| 1999                                                                            | 1 000                | 1 170 039 | 85.5           | 127        | 84            | 43            | 7874                     | 80                   | 48         | 260        | 77         |
| 2000                                                                            | 1 000                | 1 200 000 | 83.3           | 127        | 88            | 39            | 7874                     | 81                   | 44         | 261        | 78         |
| 2001                                                                            | 1 000                | 1 200 000 | 83.3           | 135        | 98            | 37            | 7407                     | 81                   | 45         | 255        | 80         |
| 2002                                                                            | 1 000                | 1 200 000 | 83.3           | 136        | 97            | 39            | 7352                     | 85                   | 48         | 261        | 80         |
| 2003                                                                            | 1 000                | 1 200 000 | 83.3           | 132        | 91            | 41            | 7575                     | 81                   | 50         | 284        | 80         |
| 2004                                                                            | 1 000                | 1 200 000 | 83.3           | 118        | 78            | 40            | 8474                     | 81                   | 51         | 275        | 80         |
| 2010                                                                            | 1 028 000            | 1 198 000 | 85.8           | 100        | 78            | 22            | 10 280                   | 84                   | 33         | 242        | 80         |
| 2014                                                                            | 1 070 000            | 1 294 000 | 82.7           | 123        | 91            | 32            | 8699                     | 97                   | 36         | 203        | 80         |
| 2017                                                                            | 1 136 800            | 1 420 770 | 80.0           | 108        | 75            | 33            | 10 525                   | 94                   | 36         | 194        | 80         |
| 2020                                                                            | 1 171 600            | 1 464 350 | 80.0           | 98         | 73            | 25            | 11 955                   | 110                  | 28         | 187        | 80         |
| Fuente: Catholic-Hierarchy, que a su vez toma los datos del Anuario Pontificio. |                      |           |                |            |               |               |                          |                      |            |            |            |

## Episcopologio
- Jorge Novak, S.V.D. † (7 de agosto de 1976-9 de julio de 2001 falleció)
- Luis Teodorico Stöckler (25 de febrero de 2002-12 de octubre de 2011 retirado)
- Carlos José Tissera, desde el 12 de octubre de 2011